# 全米科学財団ネットワーク
全米科学財団ネットワーク（ぜんべいかがくざいだんネットワーク、National Science Foundation Network、通称 NSFネット）は、1990年代前半にインターネットバックボーンの一部として運用されていたコンピュータネットワークである。初期の運用ポリシーでは、通信は学術研究目的に限るとされていた。

## 概要
全米科学財団は1981年に研究者がスーパーコンピュータにアクセスできるように、開かれたネットワークを生み出す計画を立てた。1985年、全米科学財団は5か所のスーパーコンピューターセンターを開設するための資金集めを開始する。そして、1986年にはCSNETが再構成され、他のネットワークと接続する全米科学財団ネットワークが誕生した。全米科学財団ネットワークはこれらのスーパーコンピューターセンターを結び、ネットワーク越しにセンター内のスーパーコンピューターに無償でアクセスできるようにした。誕生当初、通信速度は56kbpsだったが、ネットワークトラフィックの増大に伴い、1988年には1.5Mbps、1991年には45Mbpsへと増強された。
1987年から1995年の間は、全米科学財団ネットワークはIBMとMCI共同出資の非営利企業 Merit Network, Inc. により運用された。その間の1994年に全米科学財団ネットワークは NREN に改称されている。
1995年4月30日に全米科学財団ネットワークのバックボーンサービスは新たなアーキテクチャに置き換えられ、全米科学財団ネットワークのバックボーンとしての運用は終了した。以降、全米科学財団ネットワークそれ自体は研究用ネットワークとして運用されている。